# Fund og Fortidsminder
Fund og Fortidsminder er det centrale register over fortidsminder og arkæologiske fundsteder på land og på havbunden. Det indeholder information om mere end 160.000 fundsteder fra oldtid, middelalder og nyere tid med oplysninger om de enkelte fortidsminder. Registeret drives af Slots- og Kulturstyrelsen som et ud tre øvrige,
men ansvaret for oplysningernes korrekthed påhviler de statslige og statsanerkendte museer, som er registerets primære kilde. Det fungerer ikke blot som et administrativt opslagsværk for museer, men giver også planlæggere og entreprenører mulighed for at tage hensyn til fortidsminderne i forbindelse med anlægsarbejder. Endelig tilbyder registeret, der er frit tilgængeligt via internettet, offentligheden et generelt indblik i, hvilke kulturhistorisk interessante lokaliteter, der er registreret i det danske landskab. 
Registret bygger på flere tidligere registre, blandt andet Nationalmuseets "Det Kulturhistoriske Centralregister" (DKC) og Fredningsstyrelsens "Fredede Fortidsminder" (FFM).